# Confédération syndicale congolaise
Pour les articles homonymes, voir CSC.
La Confédération syndicale congolaise (CSC), est une confédération syndicale de la République du Congo fondée en 1964. Elle est affiliée à la Confédération syndicale internationale (CSI). 

## Histoire
Le congrès constitutif de la CSC Confédération syndicale congolaise se tient à l'Hôtel de Ville de Brazzaville du 5 au 8 novembre 1964. Elle est issue de la fusion de la CGAT, de la Confédération Congolaise des Syndicats Libres CCSL, de la Confédération des fonctionnaires et agents contractuels de l'Administration, de la Fédération des institutions autonomes et de la Fédération postale, son unité organique est en lien avec le parti unique Mouvement national de la révolution (MNR).

## Fédérations affiliées
- Fédération syndicale de l’industrie et de la métallurgie

## Dirigeants

### Secrétaires généraux
- 1964 : Diallo Idriss
- 1974-1997 : Jean-Michel Bokamba Yangouma[4]
- Daniel Mongo

### Autres dirigeants
- Paul Banthoud
- Jean Baptiste Missamou
- Anatole Kondho
- Constant Hobain Gambou